# سیاه‌چاله مجازی

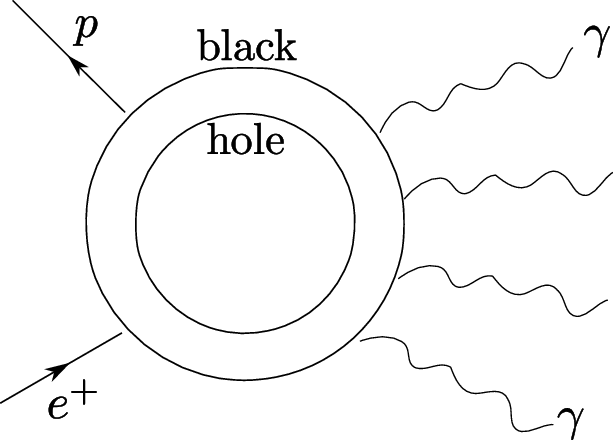
سیاه چاله مجازی

در گرانش کوانتومی، یک سیاه‌چاله مجازی یک سیاه چاله است که به دلیل نوسان کوانتومی فضا زمان به‌طور موقت به وجود می‌آید. این نمونه ای از فوم کوانتومی و آنالوگ گرانشی جفت‌های الکترونی - پوزیترون مجازی است که در الکترودینامیک کوانتومی یافت می‌شود. استدلال‌های نظری حاکی از آن است که سیاه‌چاله‌های مجازی باید جرمی معادل جرم پلانک، طول عمری حدود زمان پلانک و تراکم عددی تقریباً برابر یک عدد در هر حجم پلانک داشته باشند.
ظهور سیاه‌چاله‌های مجازی در مقیاس پلانک نتیجه‌ای از رابطه عدم قطعیت است:
{\displaystyle \Delta R_{\mu }\Delta x_{\mu }\geq \ell _{P}^{2}={\frac {\hbar G}{c^{3}}}}
که {\displaystyle R_{\mu }} شعاع انحنای فضا زمان با دامنه کوچک است. {\displaystyle x_{\mu }} دامنه مختصات کوچک است؛ {\displaystyle \ell _{P}} طول پلانک است . {\displaystyle \hbar } ثابت پلانک است . {\displaystyle G} - ثابت گرانشی نیوتن و  {\displaystyle c} سرعت نور است. این روابط عدم اطمینان شکل دیگری از اصل عدم قطعیت هایزنبرگ در مقیاس پلانک است.
اگر سیاه‌چاله‌های مجازی وجود داشته باشد، آنها مکانیزمی را برای واپاشی پروتون فراهم می‌کنند. این امر به این دلیل است که وقتی جرم سیاه چاله از طریق جرمی در آن سقوط می‌کند افزایش می‌یابد و هنگامی که تابش اشعه هاوکینگ از سیاه چاله سبب کاهش جرم آن و ساطع شدن ذراتی از آن می‌شود، ذرات بنیادی ساطع شده به‌طور کلی با ذره‌هایی که داخل آن فرورفته اند یک سان نیستند؛ بنابراین، اگر دو مورد از کوارکهای سازنده پروتون در یک سیاه چاله مجازی سقوط کنند، ممکن است یک آنتی کوآرک (ضد ذره کوارک) و یک لپتون ظهور پیدا کند که موجب نقض حفظ عدد باریونی می‌شود.
وجود سیاه‌چاله‌های مجازی پارادوکس از بین رفتن اطلاعات سیاه چاله را تشدید می‌کند، زیرا ممکن است هر فرایند فیزیکی با تعامل با یک سیاه چاله مجازی دوچار اختلال شود.